# Neil McDermott
Neil McDermott (Southport, 15 december 1980) is een Engels acteur.
McDermott werd geboren in Southport, maar verhuisde op 8-jarige leeftijd naar Londen. Hij volgde een acteeropleiding aan het Mountview Academy of Theatre Arts.
Hij is vooral bekend als Ryan Malloy in de BBC-soap EastEnders, waar hij voor het eerst verscheen op 28 april 2009. Daarnaast vertolkte hij de rol van waarnemend dokter Ralph Ellis in de ITV-ziekenhuisserie The Royal. Hij verscheen ook enkele keren als gastacteur in populaire Britse series, waaronder Doctor Who, Casualty, Rosemary and Thyme, The Street en in de film Goal!.
McDermott is ook actief in het theater, zo heeft hij meegespeeld in The Sound of Music in het Londense West End.
Sinds 2007 is hij getrouwd met actrice Michelle Edwards.

## Televisie
- EastEnders – Ben (2003) & Ryan Malloy (2009-)
- The Royal – Dr. Ralph Ellis (2009)
- Doctor Who – Jed (2008)
- Kiss of Death – John Doe (2008)
- Casualty – Ben Harold (2006)
- Rosemary & Thyme – Ryan Stebbings (2006)
- Chopratown – Henry (2005)

## Theater
- La Cage aux Folles (Menier Chocolate Factory) – Jean-Michel (2007-2008)
- Follies (London Palladium) – Young Buddy (2007)
- The Sound of Music (London Palladium) – Rolf Gruber (2006-2007)
- Bad Girls (West Yorkshire Playhouse) – Justin Mattison (2006)
- Aladdin (Old Vic) – Aladdin (2005-2006)
- Through the Woods (Birmingham Rep) – Simon (2004)
- Henry IV (Donmar Warehouse) – Ordulf (2004)
- The Water Babies (Chichester Festival Theatre) – Tom (2003)
- The Gondoliers (Chichester Festival Theatre) – Fausto (2003)
- Babes in Arms (New Theatre, Cardiff) – Steve Edwards (2002)